# Mieczysław Bem
Mieczysław Bem (ur. 1894 w Płocku, zm. 14 maja 1926 w Warszawie) – kapral Wojska Polskiego, harcmistrz, jeden z twórców harcerstwa na ziemiach polskich, zwolennik Piłsudskiego, zginął w czasie przewrotu majowego, wspierając wojska sanacyjne.

## Życiorys
Bem urodził się w wielodzietnej rodzinie. Ojciec Kazimierz był artystą rzeźbiarzem, prowadził własny zakład rzeźbiarsko stolarski. Po zamknięciu warsztatu uczył początkowo w jednej z łódzkich szkół, następnie przeniesiony został do szkoły w Pabianicach, natomiast matka, Kazimiera, pochodziła z rodziny Wołowskich. 
Wychowywał się w rodzinie o mocnych tradycjach patriotycznych. Brat Władysław, który był inżynierem zginął podczas powstania warszawskiego, Stanisław był profesorem na Politechnice Warszawskiej, a Zygmunt zginął w 1920 roku, gdy wracał z lotu bojowego.
Był tolerancyjnym człowiekiem, co wiązało się z wychowywaniem w domu, w którym ojciec był wyznania ewangelickiego, a matka rzymskokatolickiego.
Jeszcze jako młody człowiek podjął się tworzenia skautingu na terenie Królestwa Polskiego (1910). 
Swoją pracą przygotowywał młodzież zgromadzoną pod sztandarem skautingu do podjęcia realizacji zbliżającej się próby dziejowej. Był to bardzo trudny okres w dziejach harcerstwa polskiego. Świeżo powstała organizacja pracowała bez metod i praktycznie bez wzorców. Tylko z jednym wielkim celem jakim było przygotowywanie organizujących się młodych ludzi do odzyskania niepodległości. Czas ten został nazwany okresem konspiracji.
W 1914 roku wielką popularnością między płockimi skautami cieszyły się niepodległościowe hasła głoszone przez Józefa Piłsudskiego. Wtedy to prawdopodobnie wstąpił do Polskiej Organizacji Wojskowej.
Kiedy w 1914 roku wybuchła I wojna światowa Mieczysław Bem nie opowiedział się za żadną z walczących stron, wybrał postawę wyczekującą. Przez pierwszy okres zawieruchy wojennej Bem niósł samarytańską pomoc w szpitalu.
Na przełomie lat 1914/1915 Bem zorganizował w Płocku pierwszą drużynę młodszo-harcerską zrzeszającą młodzież uczęszczającą do szkół powszechnych.
Po wkroczeniu do Płocka Niemców Bem był wielokrotnie oskarżany o przynależność do organizacji spiskowych. Wiązało się to z wielokrotnymi przesłuchaniami. Jego drogi na krótko splotły się z losami Władysława Broniewskiego. Trwało to do momentu, gdy Broniewski wstąpił do Legionów Piłsudskiego (1915 r.).
Wkroczenie wojsk niemieckich i austriackich na tereny Królestwa Polskiego, stworzyło dogodne warunki dla legalnego rozwoju pracy skautowej. 1 listopada 1916 roku cztery organizacje skautowe działające na terenie królestwa Polskiego złączyły się powołując do życia Związek Harcerstwa Polskiego.
Po 1 listopada 1916 roku Mieczysław Bem zaczął organizować w Płocku pierwszą drużynę harcerską im. Szymona Mohorta. Wybór tego bohatera świadczy o dużym wpływie, na płockich harcerzy, ideologii reprezentowanej przez endecję. Bem był aktywnym działaczem Polskiej Organizacji Wojskowej o tendencjach lewicowych.
Gdy Bem miał 22 lata umarła jego matka. Zmuszony do rozpoczęcia pracy zawodowej, przeprowadził się do swojej siostry Zofii z męża Karbarżowej zamieszkałej w Warszawie przy ulicy Chmielnej (róg Brackiej). Podjął pracę w fabryce radiotechnicznej, skończył szkołę rusznikarską. Pod wpływem wydarzeń dziejowych zaciągnął się ochotniczo do tworzącego się na terenie Cytadeli baonu harcerskiego. Został tam awansowany do stopnia kaprala. Cieszył się dużym autorytetem u swoich podwładnych. Po rozwiązaniu baonu, harcerzy rozparcelowano po pułkach. Ze względu na zdobyte umiejętności podczas pracy w fabryce w trakcie walk polsko-radzieckich Bem odpowiadał za obsługę radiostacji.
Po podpisaniu traktatu ryskiego Bem został zdemobilizowany. Rozpoczął się dla niego trudny okres, kiedy przez dłuższy czas bezskutecznie szukał pracy. W końcu znalazł zatrudnienie, jako urzędnik elektrowni warszawskiej.
8 października 1921 roku w szkole powszechnej nr 33 przy ulicy Złotej powołana została 50. Warszawska Drużyna Harcerska im. Michała Drzymały, na której czele do połowy 1922 roku stał Mieczysław Bem. W zastępstwie Bema drużynę objął druh Dzierzyński. Rola Bema ograniczona została do sprawowania funkcji opiekuna drużyny. W międzyczasie rozkazem komendy chorągwi 50. WDH została przemianowana na 40. WDH. 
Z początkiem roku szkolnego 1924/1925 funkcję drużynowego ponownie objął przodownik Mieczysław Bem, piastując ją do swojej tragicznej śmierci. Okres sprawowania przez niego funkcji zarysował się jako stały rozwój i rozrost drużyny. 
Kiedy w Polsce doszło przewrotu majowego (1926 r.), Bem zgłosił się do służby samarytańskiej, po stronie Piłsudskiego.
14 maja 1926 roku w trakcie pełnienia służby (jako sanitariusz wojsk atakujących) zginął trafiony dwukrotnie. Pochowany został na Cmentarzu Powązkowskim w Warszawie (kwatera 107-3-2,3). Pośmiertnie został dwukrotnie awansowany za zasługi wniesione w rozwój harcerstwa.

## Ordery i odznaczenia
- Krzyż Niepodległości (pośmiertnie, 16 marca 1937)[3]

## Informacje dodatkowe
- M. Bem zginął, posiadając stopień instruktorski przewodnika. Pośmiertnie przez swych przyjaciół został mianowany podharcmistrzem. Jednak gdy nadawano imię Ośrodkowi Harcerskiemu Ursus w 1957 roku, to pojawia się już stopień harcmistrza. Nie wiadomo czy był nadany rozkazem w stopniu oficjalnym.
- Jego śmierć i służbę w 1926 roku, uwieczniono w słowach hymnu Hufca ZHP Ursus: „Kiedy w Warszawie bój płonął srogi, On pierwszy stanął rannych obrońca. I pod kul gradem rycerz bez trwogi, harcerską służbę pełnił do końca…”.